# Hendrik Krumm
Hendrik Arsenievitch Krumm (Хе́ндрик Арсе́ньевич Крумм), né le 21 décembre 1934 au village de Leisi dans le district de Saaremaa en Estonie et mort le 12 avril 1989 à Tallinn en RSS d'Estonie, est un chanteur d'opéra (ténor) estonien et soviétique. Il est distingué comme artiste du Peuple d'URSS en 1980.

## Biographie
Hendrik Krumm naît en 1934 en Estonie. Il suit d'abord ses études dans son village natal, prisant l'athlétisme. En 1953, il est diplômé de l'école musicale moyenne de Tallinn. Il prend des leçons de sculpture à l'institut d'État des arts de la RSS d'Estonie (aujourd'hui académie estonienne des arts), avant d'entrer dans la classe de chant d'Aleksander Arder au conservatoire de Tallinn (aujourd'hui académie estonienne de musique et de théâtre) dont il sort diplômé en 1963. Dès 1956, il est choriste de la radio estonienne. De plus il est choriste au théâtre d'opéra et de ballet d'Estonie en 1957; il en devient soliste en 1961 jusqu'à sa mort.
Il est stagiaire de 1965 à 1968 à La Scala de Milan où il se perfectionne auprès de Gennaro Barra, élève de Caruso.
Il chante aussi de la musique de chambre et en concert. Son répertoire comprend des romances de Sviridov et de Rachmaninov, des cantates et des oratorios. Il chante le Requiem de Verdi, Œdipus rex de Stravinski. Il monte sur la scène du Théâtre Bolchoï de Moscou, effectue des tournées dans les grandes villes d'URSS, ainsi qu'en Finlande, en Pologne, en Italie, en Hongrie, en Suède, aux États-Unis, au Japon, au Canada, etc..
Il met aussi en scène Un bal masqué de Verdi (1985) et Carmen de Bizet. Il enseigne à partir de 1976 au conservatoire de Tallinn.
Il est député du Conseil suprême de la RSS d'Estonie à la 10e session.
Il meurt le 12 avril 1989 à Tallinn au cours d'une opération chirurgicale à cause d'une thrombose. Il est enterré au cimetière boisé de Tallinn.

### Famille
- Frère — Lembit Krumm (1928-2016), savant dans le domaine de l'électrotechnique, membre de l'Académie des sciences d'Estonie
- Femme — Bertha Krumm
  - Fils — Andres
- Femme (dès 1974) — Katrin Karisma-Krumm (née en 1947), actrice, chanteuse et femme politique.
  - Fille — Marie

## Distinctions
- Artiste émérite de la RSS d'Estonie (1968)
- Artiste du Peuple de la RSS d'Estonie (1974)
- Artiste du Peuple d'URSS (1980)[2]
- Ordre de l'Insigne d'honneur
- Prix de l'union théâtrale d'Estonie (1968) — pour le rôle de Manrique dans Le Trouvère de Verdi
- Prix Georg Ots (1983)
- Prix du Théâtre musical (1988).

## Rôles
- 1957 — Les Contes d'Hoffmann d'Offenbach: Nathaniel
- 1959 — La Fiancée du tsar de Rimski-Korsakov: Lykov
- 1960, 1985 — Un bal masqué de Verdi: Gustave III
- 1961 — Iolanta de Tchaïkovski: Vaudémont
- 1962, 1977 — La Bohème de Puccini: Rodolfo
- 1963, 1982 — Carmen de Bizet: Don José
- 1964 — Aida de Verdi: Radamès
- 1965, 1974 — La traviata de Verdi: Alfredo
- 1967 — Le Trouvère de Verdi: Manrico
- 1968 — Rigoletto de Verdi: le duc
- 1969 — La Gioconda de Ponchielli: Enzo
- 1969 — Les Vikings d'Aav: Julo
- 1970, 1984 — Lucia di Lammermoor de Donizetti: Edgardo
- 1970 — Juha de Merikanto: Chameïka
- 1971 — Don Carlos de Verdi: Don Carlos
- 1974 — Les Feux de la vengeance de Kapp: Neeme
- 1974 — Don Pasquale de Donizetti: Ernesto
- 1976 — Cyrano de Bergerac de Tamberg: Christian
- 1976 — Attila de Verdi: Foresto
- 1977 — Katerina Izmaïlova de Chostakovitch: Sergueï
- 1978 — Cavalleria rusticana de Mascagni: Turiddu
- 1979 — La Fille du régiment de Donizetti: Tonio
- 1980 — Boris Godounov de Moussorgski: Chouïski
- 1981 — Luisa Miller de Verdi: Rodolfo
- 1983 — La Fiancée vendue de Smetana: Jenik
- 1984 — Le Vaisseau fantôme de Wagner: le timonier de Daland
- 1986 — Le Comte de Luxembourg de Lehar: Le comte René[3]
- 1987 — La Khovantchina de Moussorgski: Galitzine
- 1988 — Les Contes d'Hoffmann d'Offenbach: Hoffmann
- 1988 — Méfistophélès de Boito: Faust
- Béatrice et Bénédict de Berlioz: Bénédict.

## Filmographie
- 1974 — Bal à l'opéra: Hendrik Krumm

## Enregistrement et bibliographie
- Anthologie. Hendrik Krumm — airs, duos et chants. (Radio estonienne, 2004; 4 CD)
- (et) Helga Tynson, Hendrik Krumm, éd. Le Livre estonien, Tallinn, 1984

## Hommages
- Depuis 1995, une bourse est délivrée à Saaremaa dans le domaine de la culture au nom d'Hendrik Krumm.
- Depuis 2005, dans le cadre du festival « Les jours de l'opéra de Kuressaare» (île de Saaremaa, en Estonie) un concours a lieu pour les jeunes interprètes, du nom d'Hendrik Krumm.

## Source de la traduction
- (ru) Cet article est partiellement ou en totalité issu de l’article de Wikipédia en russe intitulé « Крумм, Хендрик Арсеньевич » (voir la liste des auteurs).